# Unterseeboot 85 (1941)
Pour les articles homonymes, voir Unterseeboot 85.
L'Unterseeboot 85 ou U-85 est un sous-marin allemand (U-Boot) de type VII.B construit pour la Kriegsmarine pendant la Seconde Guerre mondiale.
L'U-85 est le premier U-Boot à être coulé par l’US Navy pendant la Seconde Guerre mondiale.

## Construction
L'U-85 est issu du programme 1937-1938 pour une nouvelle classe de sous-marins océaniques. Il est de type VII B lancé entre 1936 et 1940. Construit dans les chantiers de Flender Werke AG à Lübeck, la quille du U-85 est posée le 18 décembre 1939 et il est lancé le 10 avril 1941. L'U-85 entre en service deux mois plus tard.

## Historique
Mis en service le 7 juin 1941, l'U-85 est affecté à l'entrainement des équipages, au sein de la 3. Unterseebootsflottille à Kiel.

Le 1er septembre 1941, l'U-85 devient opérationnel toujours dans la 1. Unterseebootsflottille, à Kiel, puis à la base base sous-marine de La Rochelle (La Pallice).
Il accomplit sa première patrouille de guerre, quittant le port de Trondheim, le 28 août 1941, sous les ordres de l'Oberleutnant zur See Eberhard Greger. Après vingt-deux jours en mer et un navire marchand coulé de 4 768 tonneaux, il rejoint à Saint-Nazaire le 18 septembre 1941.
L'Unterseeboot 85 a effectué quatre patrouilles pour couler trois navires marchands totalisant 15 060 tonneaux, en 137 jours de mer.
Pour sa quatrième patrouille, l'U-85 quitte le port de Saint-Nazaire le 21 mars 1942 sous les ordres de l'Oberleutnant zur See Eberhard Greger. Après vingt-cinq jours de patrouille et un navire marchand coulé de 4 904 tonneaux, l'U-85 est coulé le 4 avril 1942 dans l'Atlantique Nord au large des États-Unis près du Cap Hatteras, à la position géographique de 35° 55′ N, 75° 13′ O, par des tirs de canon du destroyer américain USS Roper. 
Les quarante-six membres d'équipage meurent dans cette attaque.

## Affectations
- 3. Unterseebootsflottille à Kiel du 7 juin au 31 août 1941 (entraînement)
- 3. Unterseebootsflottille à La Pallice du 1er septembre 1941 au 14 avril 1942 (service actif)

## Commandements
- Oberleutnant zur See Eberhard Greger du 7 juin 1941 au 14 avril 1942

## Patrouilles
|       | Commandant            | Départ          | Départ        | Arrivée           | Arrivée       | Jours     | Succès   |
| ----- | --------------------- | --------------- | ------------- | ----------------- | ------------- | --------- | -------- |
| 1     | Oblt. Eberhard Greger | 28 août 1941    | Trondheim     | 18 septembre 1941 | Saint-Nazaire | 22 jours  | 4 748    |
|       | Oblt. Eberhard Greger | 11 octobre 1941 | Saint-Nazaire | 13 octobre 1941   | Lorient       | 3 jours   |          |
| 2     | Oblt. Eberhard Greger | 16 octobre 1941 | Lorient       | 27 novembre 1941  | Lorient       | 43 jours  |          |
| 3     | Oblt. Eberhard Greger | 8 janvier 1942  | Lorient       | 23 février 1942   | Saint-Nazaire | 47 jours  | 5 408    |
| 4     | Oblt. Eberhard Greger | 21 mars 1942    | Saint-Nazaire | 14 avril 1942     | Coulé         | 25 jours  | 4 904    |
| Total | Total                 | Total           | Total         | Total             | Total         | 137 jours | 15 060 t |

Note : Oblt. = Oberleutnant zur See

### Opérations Wolfpack
L'U-85 a opéré avec les Wolfpacks (meutes de loup) durant sa carrière opérationnelle:
- Markgraf (1er septembre 1941 - 11 septembre 1941)
- Schlagetot (20 octobre 1941 - 1er novembre 1941)
- Raubritter (1er novembre 1941 - 17 novembre 1941)
- Störtebecker (17 novembre 1941 - 22 novembre 1941)

## Navires coulés
L'Unterseeboot 85 a coulé 3 navires marchands pour un total de 15 060 tonneaux au cours des 4 patrouilles (137 jours en mer) qu'il effectua.
| Date              | Nom             | Nationalité     | Tonnage (GRT) | Fait  |
| ----------------- | --------------- | --------------- | ------------- | ----- |
| 10 septembre 1941 | Thistleglen     | Grande-Bretagne | 4 748         | Coulé |
| 9 février 1942    | Empire Fusilier | Grande-Bretagne | 5 408         | Coulé |
| 10 avril 1942     | Chr. Knudsen    | Norvège         | 4 904         | Coulé |